# Animal Welfare Institute
L'Animal Welfare Institute (AWI), in italiano: Istituto per il benessere degli animali è un'organizzazione no profit fondata nel 1951 con l'obiettivo di ridurre il dolore e le sofferenze inflitte agli animali da parte degli uomini.
La sua divisione legale, La Society for Animal Protective Legislation (SAPL), in italiano: Società per una legislazione protettrice degli animali spinge per un passaggio a leggi che riflettano questo scopo.